# بلانكا أندريو
بلانكا أندريو (بالإسبانية: Blanca Andreu)‏ هي كاتِبة وشاعرة إسبانية، ولدت في 4 أغسطس 1959 في لا كورونيا في إسبانيا.